# Oyama-jinja (Ishikawa)
L'Oyama-jinja (尾山神社)) est un sanctuaire shinto situé à Kanazawa, au Japon.

## Histoire
Le sanctuaire Oyama fut créé en 1599 à Utatsuyama, à l'est de Kanazawa. Il a été déplacé à son emplacement actuel en 1873 et rebaptisé « Oyama-jinja ».
Le portail principal a été construit en 1875. Cette porte est un curieux mélange de styles architecturaux religieux japonais, chinois et européens ; elle fait de 25 m de haut jusqu'au paratonnerre.
Le troisième étage est célèbre pour ses vitraux néerlandais. Cet étage aurait également été utilisé comme phare. Enfin, cette porte est enregistrée comme bien culturel important depuis le 29 août 1950.